# Steglitz-Zehlendorf
Steglitz-Zehlendorf er det sjette af Berlins tolv distrikter (tysk: Bezirke). Det udgøres af bydelene (tysk: Ortsteile) Steglitz, Lichterfelde, Lankwitz, Zehlendorf, Dahlem, Nikolassee, Wannsee og Schlachtensee.
Med et areal på 103 km2 og et befolkningstal på 310.071 (2020) er Steglitz-Zehlendorf det henholdsvis tredjestørste og sjettefolkerigeste distrikt i Berlin. Med 3.010 indbyggere pr. km2 har distriktet byens fjerdelaveste befolkningstæthedsgrad.
Distriktets lokale borgerrepræsentation (tysk: Bezirksverordnetenversammlung) domineres af partiet CDU med 17 ud af 55 pladser. Siden 2016 har Cerstin Richter-Kotowski (CDU) været Steglitz-Zehlendorfs distriktsborgmester (tysk: Bezirksbürgmeister). Hun udgør sammen med fire øvrige forvaltere (tysk: Bezirksstadträte), valgt af Steglitz-Zehlendorfs borgerrepræsentation, distriktets daglige ledelse (tysk: Bezirksamt).
Steglitz-Zehlendorf er det mest velstående distrikt i Berlin og er således kendetegnet ved en høj gennemsnitsindkomst, lav arbejdsløshed og en gennemsnitsalder, der er noget højere end i byen som helhed. Dahlem, områderne ved søerne og skovene i Zehlendorf, og det eksklusive boligområde Villenkolonie i det vestlige Lichterfelde hører til de dyreste boligområder i Berlin.

## Steglitz-Zehlendorfs bydele
Steglitz-Zehlendorf er inddelt i følgende bydele:
| Bydele             | Areal (km2) | Befolkningstal 31. december 2020 | Befolkningstæthed pr. km2 |
| ------------------ | ----------- | -------------------------------- | ------------------------- |
| 0601 Steglitz      | 6,79        | 75.578                           | 11.131                    |
| 0602 Lichterfelde  | 18,22       | 85.885                           | 4.714                     |
| 0603 Lankwitz      | 6,99        | 43.558                           | 6.231                     |
| 0604 Zehlendorf    | 18,83       | 54.328                           | 2.885                     |
| 0605 Dahlem        | 8,39        | 16.916                           | 2.016                     |
| 0606 Nikolassee    | 19,61       | 11.642                           | 594                       |
| 0607 Wannsee       | 23,68       | 10.126                           | 428                       |
| 0608 Schlachtensee | 4,05        | 10.573                           | 2.611                     |

## Politik

### Distriktsforvaltningen i Steglitz-Zehlendorf
Den daglige politiske ledelse af distriktet varetages af følgende distriktsforvaltere:
| Distriktsforvaltere                          | Parti                 |
| -------------------------------------------- | --------------------- |
| Distriktsborgmester Cerstin Richter-Kotowski | CDU                   |
| Vicedistriktsborgmester Michael Karnetzki    | SPD                   |
| Maren Schellenberg                           | Bündnis 90/Die Grünen |
| Frank Mückisch                               | CDU                   |
| Carolina Böhm                                | SPD                   |

### Borgerpræsentationen i Steglitz-Zehlendorf
Distriktets lokale borgerrepræsentation har siden distriktsvalget 18. september 2016 haft følgende sammensætning:
| Parti                 | Pladser |
| --------------------- | ------- |
| CDU                   | 17      |
| SPD                   | 13      |
| Bündnis 90/Die Grünen | 11      |
| AfD                   | 6       |
| FDP                   | 5       |
| Die Linke             | 3       |
| I alt                 | 55      |

### Internationale venskabsbyer
- Kiryat Bialik, Israel (siden 1966)
- Brøndby, Danmark (siden 1968)
- Cassino, Italien (siden 1969)
- Sderot, Israel (siden 1975)
- Ronneby, Sverige (siden 1976)
- Szilvásvárad, Ungarn (siden 1989)
- Kharkiv, Ukraine (siden 1990)
- Kazimiers Dolny, Poniatowa og Nałęczów, Polen (siden 1993)
- Sochos, Grækenland (siden 1993)
- Zugló, Ungarn (siden 2008)
- Songpa-gu, Sydkorea (siden 2013)

### Nationale venskabsbyer
- Bonn-Bad Godesberg, Nordrhein-Westfalen (siden 1962)
- Landkreis Göttingen, Niedersachsen (siden 1962)
- Hann. Münden, Niedersachsen (siden 1962)
- Kreis Rendsburg-Eckernförde, Schleswig-Holstein (siden 1964)
- Bremerhaven, Bremen (1965)
- Netershausen, Hessen (siden 1966)
- Hagen, Nordrhein-Westfalen (siden 1967)
- Westerwaldkreis, Rheinland-Pfalz (siden 1970)
- Landkreis Lüchow-Dannenberg, Niedersachsen (1979)
- Königs Wusterhausen, Brandenburg (siden 1988)